# Тоне Крайчов
Тоне Иванов Крайчов е български националреволюционер.

## Биография
Тоне Крайчов е роден през 1842 г. в село Желява. В 1872 г. като съдържател на кръчма в родното си село организира революционен комитет с помощта на Димитър Общи. Заловен е покрай процеса срещу Васил Левски, съден и изпратен на заточение в Диарбекир. Завръща се в отечеството 3 години по късно. По време на заточението си води дневник, в който описва подробно живота си през този труден период. Години след това записките му виждат бял свят като „Диарбекирски дневник и спомени на Тоне Крайчов“.
След освобождението е депутат, участва в комитета по основаването на Народната Библиотека „Св. св. Кирил и Методий“.